# فيريس كيشيناو
نادي فيريس كيشيناو لكرة القدم (Football Club Veris Chișinău) هو نادي كرة قدم مولدوفي، تأسس سنة 2011.

## وصلات خارجية
- الموقع الرسمي